# Икселсир Естејтс (Мисури)
Икселсир Естејтс (енгл. Excelsior Estates) град је у америчкој савезној држави Мисури.

## Демографија
По попису из 2010. године број становника је 147, што је 116 (-44,1%) становника мање него 2000. године.
| Група             | 2000.       | 2010.       |
| Белци             | 250 (95,1%) | 131 (89,1%) |
| Афроамериканци    | 2 (0,8%)    | 0 (0,0%)    |
| Азијати           | 0 (0,0%)    | 0 (0,0%)    |
| Хиспаноамериканци | 8 (3,0%)    | 9 (6,1%)    |
| Укупно            | 263         | 147         |